# 上野文男
上野 文男（うえの ふみお）は、日本の制御工学者。

## 来歴
熊本県立玉名高等学校を経て熊本大学工学部を卒業後、九州大学大学院を修了した。大学院終了後の1974年から熊本大学工学部に勤務し、講師、助教授、教授を歴任したのち工学部長に就任した。また、情報センター長や評議員も務めた。
熊本大学を退官後は熊本大学名誉教授となり、崇城大学の教授に転じた。崇城大学でも名誉教授となっている。
1994年から2001年まで、熊本電波工業高等専門学校校長を務めた。